# Böhme (Niedersachsen)
Böhme er en kommune i Samtgemeinde Rethem/Aller i Landkreis Heidekreis i den centrale del af den tyske delstat Niedersachsen. Kommunen har et areal på 36,99 km², og et indbyggertal på 900 mennesker (2013).

## Geografi
Böhme ligger mellem Walsrode og Hannover nord for floden Aller, ved floden Böhme som løber ud i Aller i den sydlige ende af kommunen.

### Inddeling
I kommunen ligger, ud over Böhme, landsbyerne:
- Bierde
- Altenwahlingen
- Kirchwahlingen

- Rittergut
- Kirken "Zum heiligen Kreuz" i Kirchwahlingen
- Floden  Böhme